# British Summer Time
British Summer Time (BST) este timpul civil pe durata lunilor de vară în Regatul Unit, ceasurile fiind date cu o oră înainte față de Ora Greenwich (GMT). British Summer Time începe în ultima duminică din martie și se termină în ultima duminică din octombrie. Deși inițial populară după introducerea sa în 1916, acum opiniile sunt împărțite.